# 徳バス観光サービス
株式会社徳バス観光サービス サンデーツアー（とくばすかんこうさーびす、通称サンデーツアー）は徳島県の旅行会社で、徳島バスの子会社である。本社は徳島県徳島市出来島本町1丁目25番地徳島バス本社ビル3F。
設立は1956年（昭和31年）11月6日で、徳島バス株式会社の100%出資子会社。登録は、観光庁長官登録旅行業第434号 の旅行業第一種登録。
所属団体は、（社）日本旅行業協会会員　ボンド保証会員　旅行業公正取引協議会会員となっている。

## 概要
徳島ローカルとしては最大規模の旅行代理店であり、徳島バスの子会社であることを生かして、徳島バスの貸切バスでの企画旅行を行っている。ブランド名は「サンデーツアー」である。四国霊場八十八ヶ所ツアーシリーズも発売。
徳島県外のツアー申込者に対しては、高速バスチケットとツアーを販売し、徳島県内への県外客の来県をサポートしている。高速バスだけでなく、ANAやJALといった航空機の手配、海外旅行も手がけている。
また四国交通のボンネットバスによる、秘境とされる祖谷の定期観光バスの乗車券も販売している。
徳島に本社のある旅行代理店としては珍しく、大阪に営業所を構えていたが、末広営業所と共に2009年（平成21年）12月に閉店。また2013年（平成25年）7月21日のとくしまCITY閉館に伴い、2FのとくしまCITY営業所は同年8月3日で閉店・移転、1Fの高速バスセンターCITY営業所は同年8月20日に閉店・移転した。

## 所在地
- 本社
  - 徳島県徳島市出来島本町1丁目25番地徳島バス本社ビル3階
- 営業部
  - 徳島県徳島市元町1-24アミコビル1F
- 徳島駅前営業所
  - 徳島県徳島市寺島本町東3-8ダイワロイネットホテル徳島駅前1F
- 徳島駅前高速バスチケットセンター
  - 同上
- キョーエイタクト店
  - 徳島県徳島市南島田町3丁目46-1
- ゆめタウン徳島 高速バスチケットセンター
  - 徳島県板野郡藍住町奥野字東中須88番地の1
- 松茂高速バスチケットセンター
  - 徳島県板野郡松茂町中喜来字前原東3番越7-1
- 高速バスチケットセンターイオンモール徳島店
  - 徳島県徳島市南末広町4番1号
- 小松島チケットセンター
  - 徳島県小松島市小松島町領田20番地

## グループ企業
- 南海電気鉄道
- 徳島バス
- 四国交通
- 徳島バス阿南
- 徳島バス南部

## 徳島発着の高速バスチケット発券
徳島バス子会社ということもあり、同社では高速バスエディ号などの高速バスチケット発券も行っていて、県下各営業所で発券できる。
同社は2005年（平成17年）、電子マネーEdyの加盟店として、徳島バスとともに、日本で初めて高速バスでEdyカードが使える店舗となった。同社の旧徳島CITY営業所は、徳島駅前の高速バスターミナルの前にあった。